# Friedenspagode

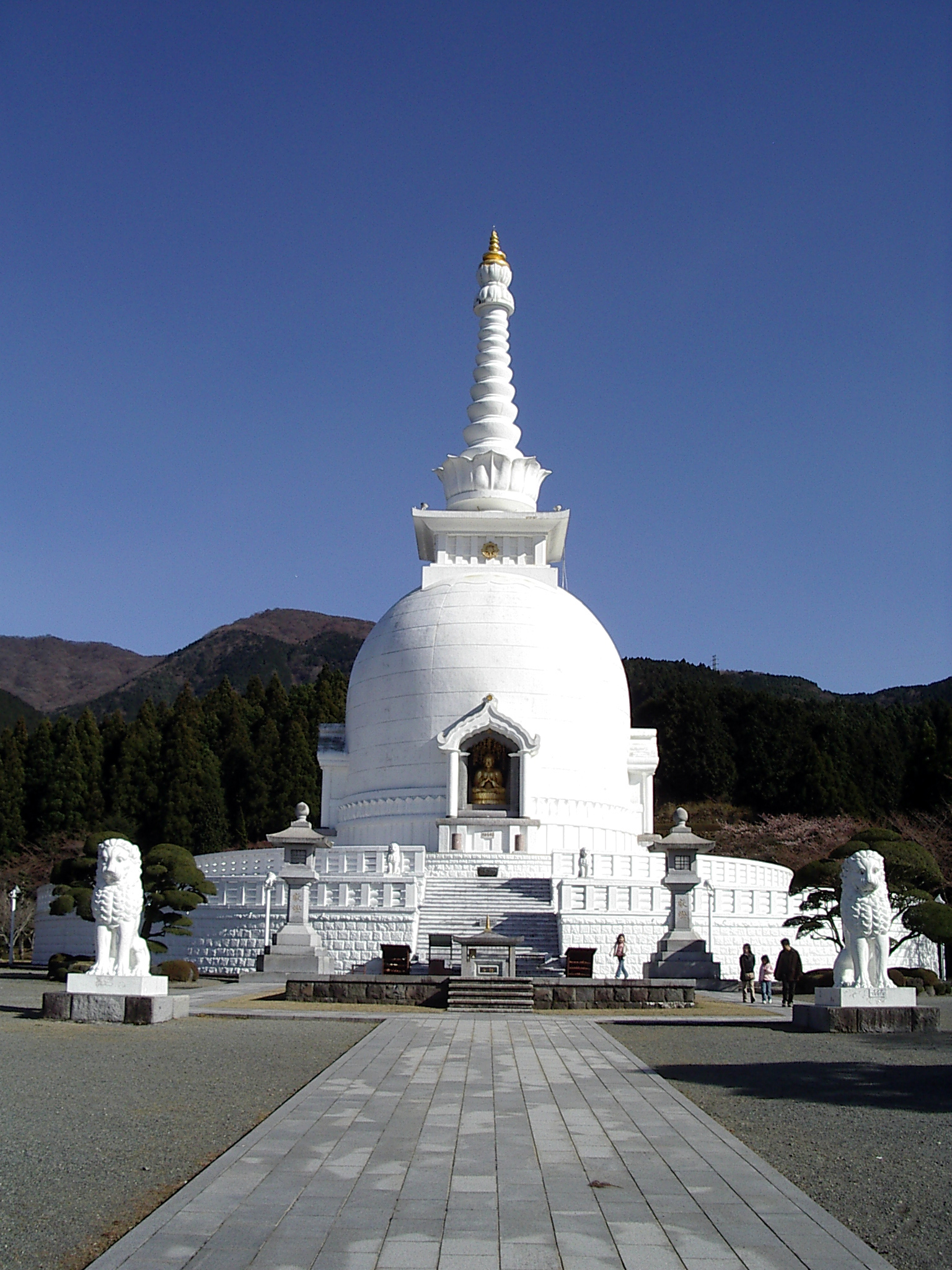
Gotemba, Shizuoka, Japan

Eine Friedenspagode ist ein buddhistischer Stupa und soll dazu beitragen, dass alle Menschen gemeinschaftlich nach Frieden auf der Welt streben – ungeachtet ihrer Herkunft und Glaubensrichtung. Die meisten Friedenspagoden wurden unter der Leitung von Nichidatsu Fujii (1885–1985) gebaut, einem Mönch aus Japan und Gründer des buddhistischen Ordens Nipponzan-Myōhōji. Durch sein Treffen mit Mahatma Gandhi 1931 inspiriert, entschied sich Fujii, sein Leben einer gewaltfreien Zukunft der Menschheit zu widmen. 1947 begann er mit dem Bau von Friedenspagoden als heilige Stätten für den Weltfrieden.
Die ersten Friedenspagoden wurden als Symbole für den Frieden in den japanischen Städten Hiroshima und Nagasaki gebaut, in denen durch die Atombomben am Ende des Zweiten Weltkrieges 150.000 Menschen, größtenteils Zivilisten, ums Leben kamen.
Bis 2000 wurden weltweit (in Europa, Asien und den USA) 80 Friedenspagoden gebaut.

“Civilization is not to kill human beings, not to destroy things, not to make war; civilization is to hold mutual affection and to respect one another.”

„Zivilisation soll keine Menschen töten, keine Dinge zerstören und keinen Krieg führen; Zivilisation soll zu gegenseitiger Sympathie und Respekt führen.“

Die Friedenspagode wurde am 5. Juni 1998 in Sherborn, Massachusetts, mit dem Courage of Conscience Award ausgezeichnet.

## Galerie
Eine Übersicht mehrerer bekannter Friedenspagoden

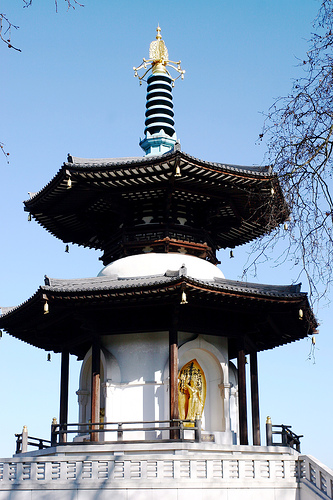
Battersea Park, London
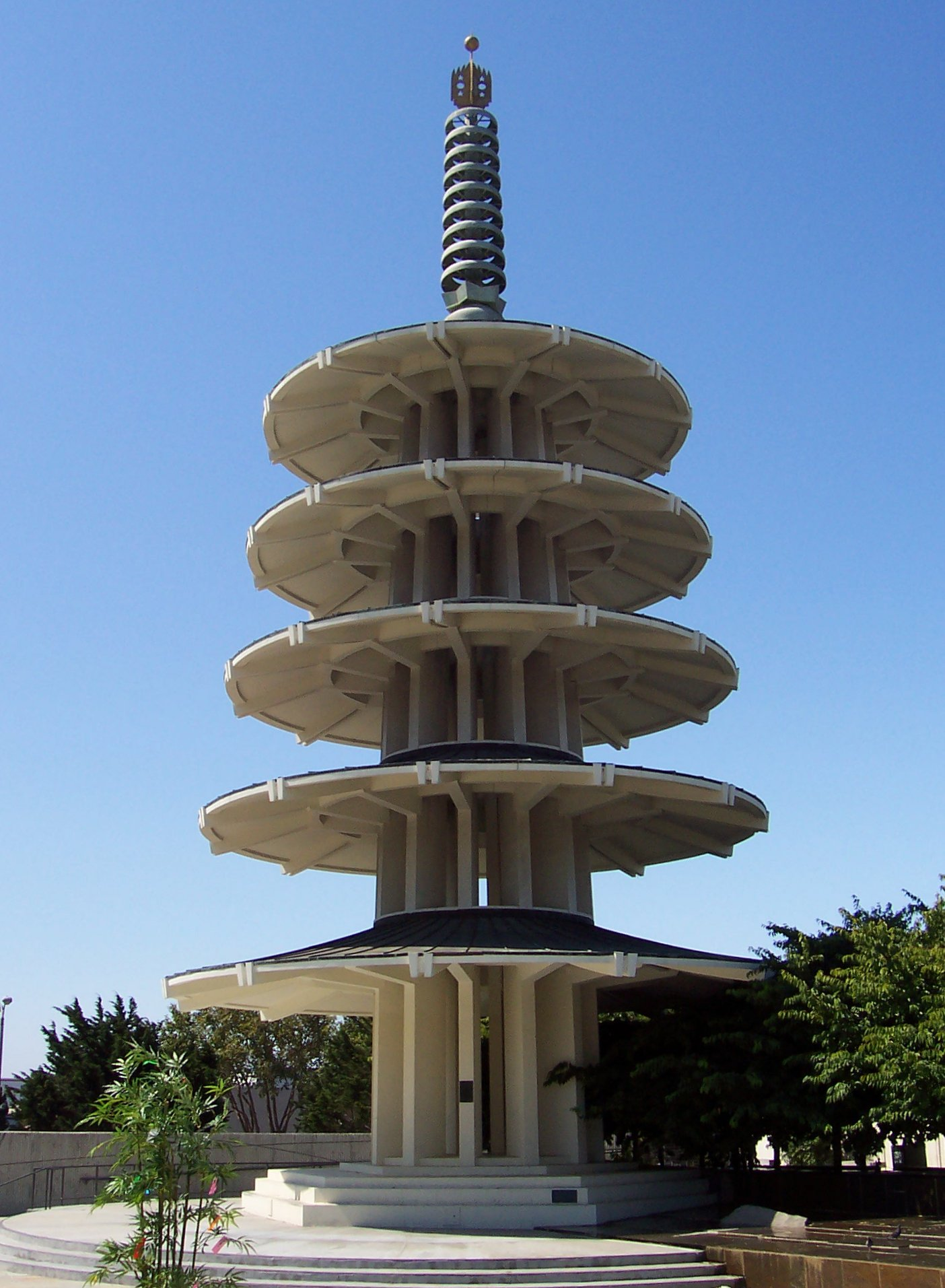
Japan Center, San Francisco
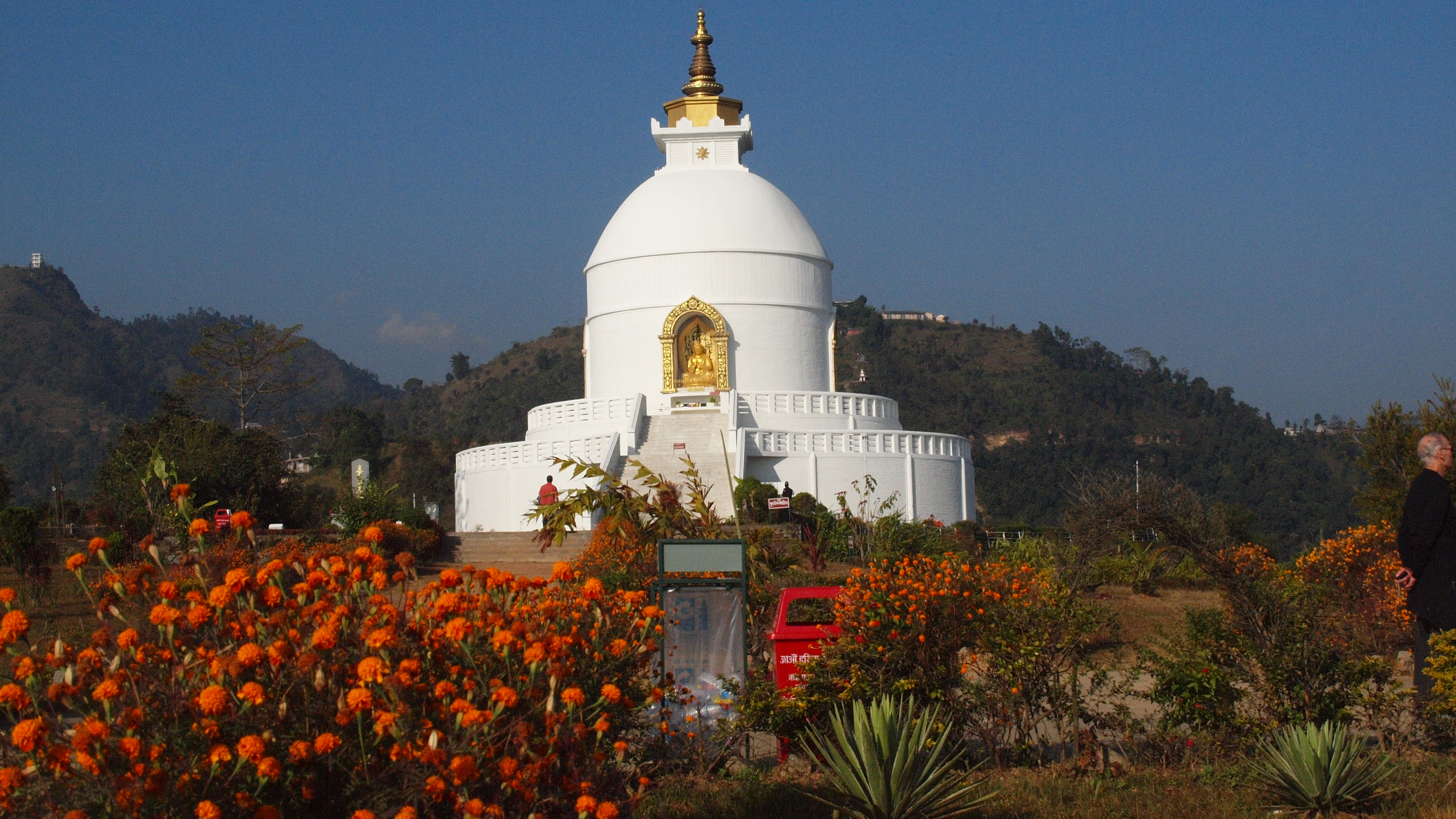
Nepal, Pokhara, World Peace Pagoda
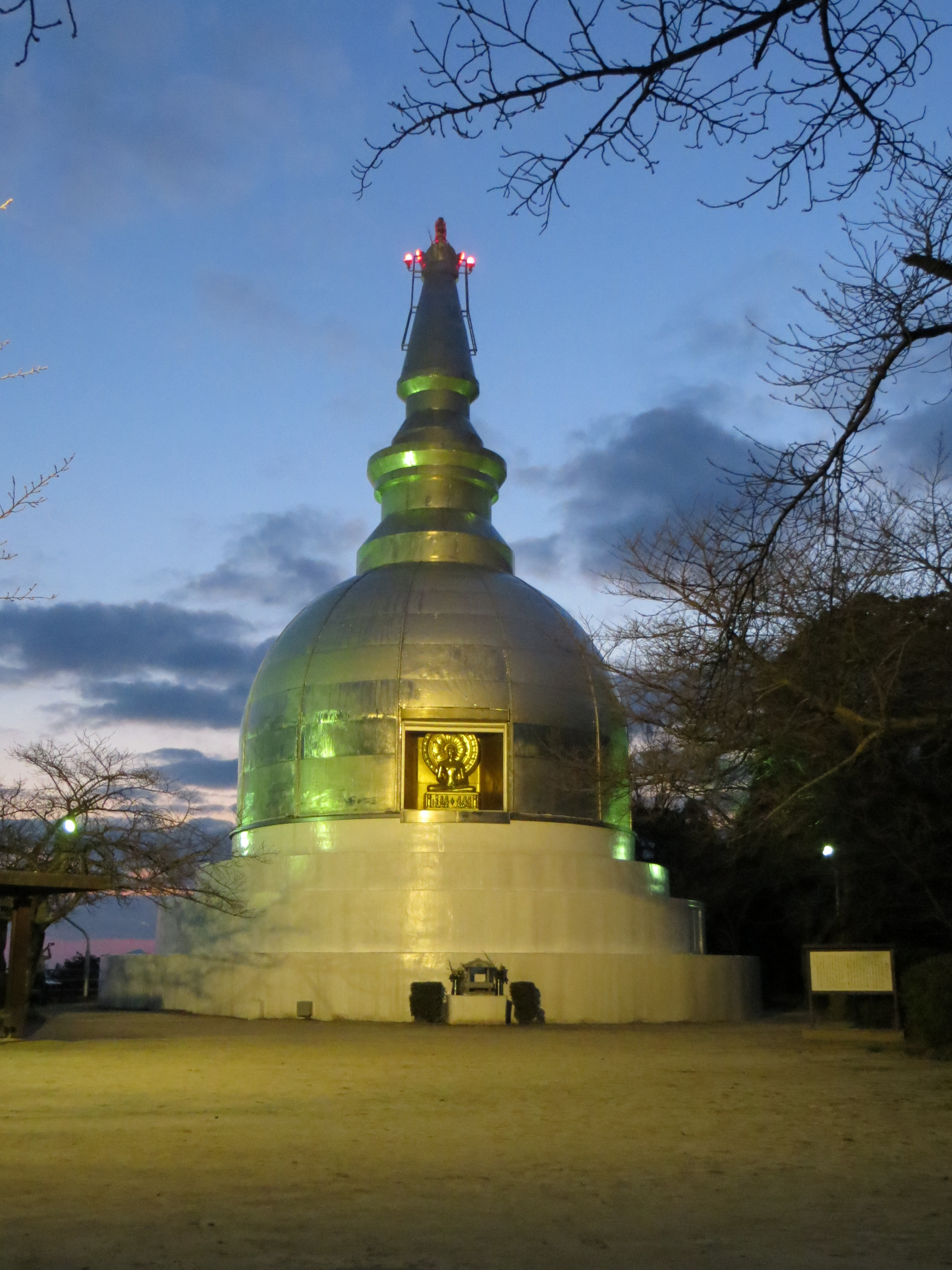
Friedenspagode in Hiroshima, Japan